# エグゾセ
エグゾセ（フランス語: Exocet：フランス語でトビウオの意）は、フランスのアエロスパシアル（現MBDA）が製造する対艦ミサイルである。
水上艦（地上も含む）発射型のMM38、改良型のMM40、航空機発射型のAM39、潜水艦発射型のSM39と多くの派生型が開発されている。フォークランド紛争で実戦使用されたこともあり、西側諸国の艦対艦ミサイルとしてはもっともよく知られた機種のひとつである。

## 来歴

### MM38の開発
ノール・アビアシオン社は、1959年から1962年にかけてCT.20ターゲット・ドローンを元にした艦対艦ミサイルとしてMM20を開発し、これはスウェーデン海軍でRB-08として装備化された。1958年からはAS.30空対地ミサイルも開発されており、1963年には、これを元にした艦対艦ミサイルがフランス海軍に対して提案されていた。この提案は採択されなかったものの、ノール社は自社資金による計画続行を決定し、1965年には要件定義に着手、1967年にはミサイルに慣性誘導装置を搭載することが決定された。
1967年のエイラート撃沈事件を受けて艦対艦ミサイルへの関心が高まり、フランス海軍だけでなく、他国、特にギリシャ海軍が本計画に着目した。初期開発は1968年8月に開始され、10月にはフランス海軍が艦対艦仕様の採用を決定した。1968年12月24日にはギリシャが本ミサイルを発注し、翌日にはフランス国防省も本格的な開発・生産契約に調印した。
艦対艦型のMM38は、1971年中盤より誘導状態での試射を開始し、1972年7月4日には、弾頭を装着した状態で300トンの実艦標的への直撃・撃沈を成功させた。同年10月からはフランス海軍による評価試験が開始されたが、これにはイギリス海軍・ドイツ海軍も参加した。

### 派生型の開発
1973年4月からは、シュペルフルロン・ヘリコプターを発射母機として、空中発射型の試射も開始された。これはMM38をもとに点火を1秒遅らせただけの漸進型であるAM38を用いたものだったが、後にはより本格的なAM39も開発され、1976年12月からはシュペルフルロン・ヘリコプターで、そして1977年前半からはシュペルエタンダール艦上攻撃機での試射が開始された。
AM39を元にした艦対艦型がMM39で、MM38よりも軽量なことから小型艦向けとして開発されていた。これ自体は製品化されなかったものの、まずこれを元にした潜水艦発射型としてSM39が開発され、1979年10月に発表されたのち、1981年に「アゴスタ」から最初の試射が行われた。
一方、MM39の大型化版がMM40で、開発は1976年より開始され、1979年より試射を行って、1980年より生産に入った。また1980年代後半からは改良型であるMM40ブロック2の生産が開始され、これに伴って初期型はMM40ブロック1と称されるようになった。当初計画ではブロック2を含むエグゾセMM40の運用は2005年までに終了して、超音速のANF（Anti-Navire Futur）に更新される予定だったが、後にANFの開発が中止されると、2002年からはMM40ブロック3の開発が開始されており、2010年3月18日には「シュバリエ・ポール」において試射が行われた。

### 語源
ミサイルの名称は、ノール・アビアシオンの技術者であったM. Guillotによって与えられた。フランス語でトビウオを意味し、ギリシャ語の ἐξώκοιτος を起源とする。

## 設計

### ミサイル本体
エグゾセは、鋭く尖った機首を持つ円筒形の胴体が特徴であり、その中部に4枚の主翼および末尾に4枚の操舵翼をつけた形状となっている。ミサイルは、前方より誘導部、弾頭部、推進装置からなる。
AM39では、ミサイルを搭載した母機が超音速を発揮することを想定して、操舵翼の再設計が行われたほか、射程延伸のため、胴体の一部の素材を合金から軽量鋼に変更した。またSM39やMM40では、カプセルや発射筒にミサイルを収容する際に翼を折り畳むようになった。更にMM40ブロック2では、電波吸収体（RAM）の塗布によってレーダー反射断面積（RCS）の低減を図っている。

#### 誘導装置
エグゾセはいずれもファイア・アンド・フォーゲット型のミサイルであり、ミサイルの誘導方式としては、中途航程では慣性誘導（INS）を、終末航程ではアクティブ・レーダー・ホーミング（ARH）誘導を採用している。更に、MM40ブロック3では誘導にGPSも使えるようになり、任意の中間点（waypoint）を経由させることで様々な角度から目標に接近できるようになったほか、地上目標の攻撃にも対応した。
ARH誘導装置は、MM38ではXバンド（8-10 GHz）で動作するダッソー・エレクトロニク社のADAC（Auto Directeur Anti-Clutter）が搭載されたが、MM40ブロック2ではX/Kuバンド（10-20 GHz）のスーパーADACに変更され、電子防護（ECCM）能力も強化された。慣性誘導装置はトムソンCSF社のRE576を搭載するが、これはコルモランで搭載されたものの改良型である。
エグゾセはシー・スキミング（超低空海面追随飛行）が可能な、いわゆるシースキマー型の対艦ミサイルである。水上艦搭載型の場合、発射後、まず2秒間のブーストによって高度30–70メートル (98–230 ft)まで上昇したのち、電波高度計に従って高度9–15メートル (30–49 ft)まで降下して巡航に入る。その後、目標の推定座標から12–15キロメートル (6.5–8.1 nmi)まで接近したところで、ミサイルはシーカーを作動させるとともに、さらに攻撃高度まで降下する。これは、通例8メートル (26 ft)であるが、海況が穏やかであれば2.5メートル (8.2 ft)まで降下することも可能である。

#### 弾頭部
弾頭としては、165キロの破片効果弾頭であるリュシェール（Luchaire）GP1Aを搭載する。弾頭は鋳造されたヘキソライトで構成され、船体を貫通してから爆発するように設計されている。
信管としては、着発信管のほかにシーカーを介した擬似近接信管を備えている。この擬似近接信管は、シーカーからの情報をもとにして、ミサイルが目標に命中したと期待されるタイミングから0.015秒後に起爆するよう設定されている。
このミサイルは比較的小さく、特に目標が大型艦だった場合には撃沈することは困難であるが、メーカー側は、160キロの弾頭を備えた700－800キロのミサイルがマッハ0.9で突入すれば、もし目標が大型艦であっても十分な破壊効果を発揮できると主張している。

#### 推進装置
MM38が開発された当初は、索敵・測的手段としては小型艦搭載の電波探知装置を想定していたことから、射程はその探知距離程度で良いと考えられ、40キロメートル前後として設計された。この決定もあって、ブースタとサステナのいずれにも固体燃料ロケットが採用された。これは、並行してアメリカ合衆国で開発されていたハープーンで採用されたようなターボジェットエンジンと比べると射程には劣るが、発射直後に高度を取る必要がなく、発見されにくくなると考えられている。ロケットモーターはいずれも国営爆薬火薬公社（SNPE）製で、ミサイル尾部のブースタとしてはヴォートゥール（重量100 kg・燃焼時間2.4秒）、その前方に配置されるサステナとしてはエペヴィエ（重量151 kg・燃焼時間93秒）が搭載された。
空中発射型のAM39では射程延伸が求められ、ブースタはコンドル（燃焼時間2秒）、サステナはトリスタン（燃焼時間150秒）が採用された。このサステナは、マーテルのものとの技術的な関連性が指摘されている。SM39はAM39と同じサステナを用いる一方、ブースタはより強力なナルヴァルに変更された。
また艦対艦型でも、MM40では艦載機のレーダーによって探知された目標への攻撃想定が追加され、70キロメートルの射程が求められたことから、ロケットモーターは強化された。ブースタとしてはコンポジット・ダブルベース推進薬を用いたジェルフォーが、またサステナとしてはグレインキャストダブルベース推進薬を用いたアルテアが採用されている。一方、ブロック3ではミクロチュルボのTRI-40ターボジェットエンジンが採用された。

#### 諸元表
|          | MM38                                     | AM39                                     | SM39                                     | MM40                                     | MM40ブロック3                            |
| -------- | ---------------------------------------- | ---------------------------------------- | ---------------------------------------- | ---------------------------------------- | ---------------------------------------- |
| 直径     | 34.8 cm                                  | 34.8 cm                                  | 34.8 cm                                  | 34.8 cm                                  | 34.8 cm                                  |
| 全長     | 520 cm                                   | 469 cm                                   | 469 cmカプセル収容時 580 cm              | 580 cm                                   | 580 cm                                   |
| 翼幅     | 100 cm                                   | 110 cm                                   | 113.5 cm                                 | 113.5 cm                                 | 113.5 cm                                 |
| 弾体重量 | 750 kg                                   | 655 kg                                   | 666 kgカプセル収容時 1,350 kg            | 855 kg                                   | 780 kg                                   |
| 弾頭重量 | 165 kg                                   | 165 kg                                   | 165 kg                                   | 165 kg                                   | 165 kg                                   |
| サステナ | 固体燃料ロケット・モーター               | 固体燃料ロケット・モーター               | 固体燃料ロケット・モーター               | 固体燃料ロケット・モーター               | ターボジェットエンジン                   |
| ブースタ | 固体燃料ロケット・モーター               | 固体燃料ロケット・モーター               | 固体燃料ロケット・モーター               | 固体燃料ロケット・モーター               | 固体ロケット・モーター                   |
| 飛翔速度 | マッハ0.93（315メートル毎秒, 615ノット） | マッハ0.93（315メートル毎秒, 615ノット） | マッハ0.93（315メートル毎秒, 615ノット） | マッハ0.93（315メートル毎秒, 615ノット） | マッハ0.93（315メートル毎秒, 615ノット） |
| 射程     | 42 km (23 nmi)                           | 50–70 km (27–38 nmi)                     | 50 km (27 nmi)                           | 70 km (38 nmi)                           | 180 km (97 nmi)                          |

### システム構成
艦対艦型はキャニスターに収容されて、12度の角度で傾斜した発射筒として艦上に搭載される。MM38で用いられるITS（Installation de Tir Standard）は金属製・四角柱型で、4発分のミサイルを含めた総重量は13.5トンである。一方、MM40で用いられるITL（Installation de Tir Légère）はグラスファイバー製・円柱型で、4発分のミサイルを含めた総重量は9.5トンである。このように発射筒が軽量なこともあって、MM38では1発分だったスペースにMM40なら2発を搭載するのが標準的な構成であった。
SM39はVSM（Véhicule Sous-Marine）に格納されるが、これは長さ5.80 m、重さ1,350 kg、300ミリバールに加圧された魚雷型の水密カプセルで、潜水艦の魚雷発射管から発射される。まず水中でVSMに組み込まれた固体ロケット・モーターで加速して海上に浮上したのちに、ミサイルのブースターが点火される。VSMには推進ノズルに操縦用のジェットスポイラーが取り付けられており、海面までの水中弾道をミサイルの航法用慣性装置によって決定することができるため、任意の方向に発射することが可能である。ハープーンの潜水艦発射型（サブ・ハープーン）がカプセルを海上に浮上させたのちに固体ロケットを点火するのに対し、SM39では海中で固体ロケットを点火することから、発射時の到達高度はサブ・ハープーンが600メートルに達するといわれているのに対してSM39は50メートル程度に留まっており、発射時に探知される可能性を低減している。

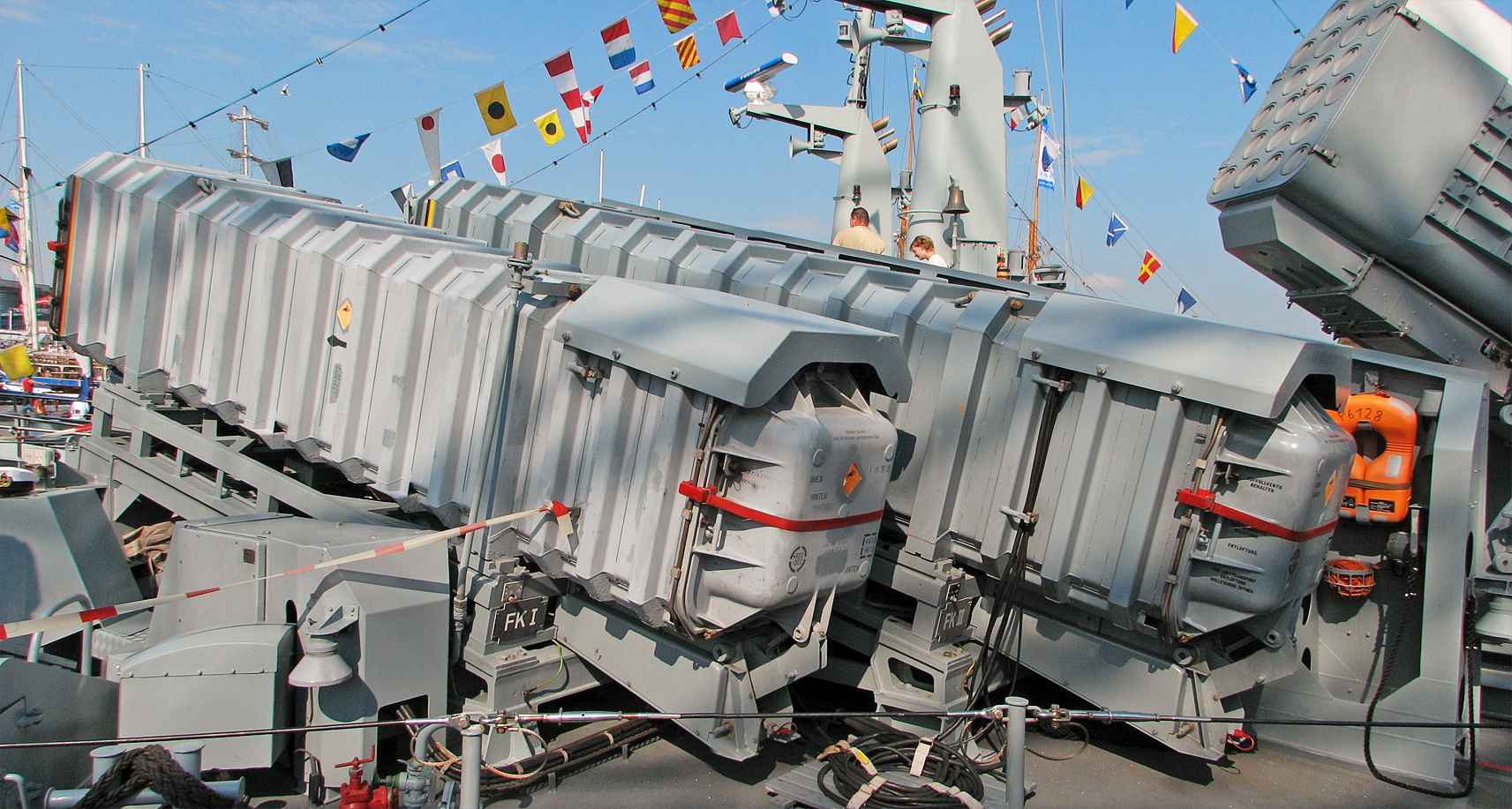
MM38の箱型発射筒
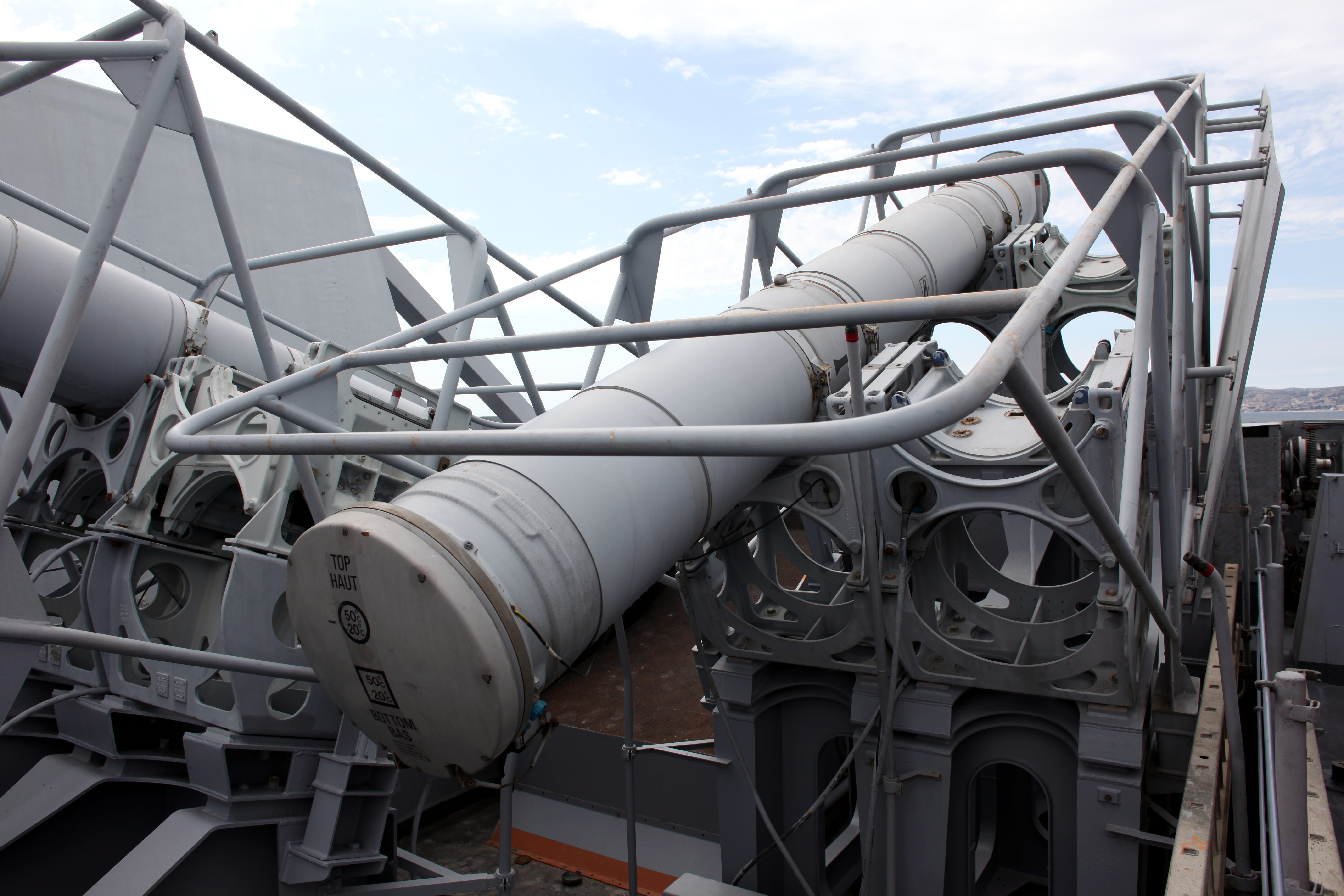
MM40の円筒形発射筒

## 配備

### 採用国と搭載プラットフォーム

#### 艦対艦型
- アルゼンチン海軍
  - アルミランテ・ブラウン級駆逐艦 - MM40
  - エスポラ級コルベット - MM40
  - ドゥルモン級コルベット - MM38
  - イントレピダ級ミサイル艇（英語版）（リュールセンTNC-45型） - MM38
- バーレーン海軍
  - アル・マナマ級コルベット - MM40
  - アフマド・エル・ファテハ級ミサイル艇（リュールセンTNC-45型） - MM40
- ベルギー海軍
  - ウィーリンゲン級フリゲート - MM38; 2007年退役
- ブラジル海軍
  - ニテロイ級フリゲート - MM38→40
  - イニャウマ級コルベット - MM40
- ブルネイ海軍
  - ワスパダ級ミサイル艇 - MM38
  - ダルサラーム級哨戒艦 - MM40
- カメルーン海軍
  - P48S型ミサイル艇 - MM40
- チリ海軍
  - アルミランテ・コクレーン級駆逐艦 - MM38
  - ミニストロ・ツェンテーノ級フリゲート - MM38
  - アルミランテ・ウィリアムズ級フリゲート
- コロンビア海軍
  - アルミランテ・パディーヤ級フリゲート - MM40
- エクアドル海軍
  - エスメラルダス級コルベット - MM40
  - キト級ミサイル艇 - MM38[10]
- フランス海軍
  - シュフラン級駆逐艦 - MM38
  - カサール級駆逐艦 - MM40
  - フォルバン級駆逐艦 - MM40
  - トゥールヴィル級駆逐艦 - MM38→40
  - ジョルジュ・レイグ級駆逐艦 - MM38→40
  - アキテーヌ級駆逐艦 - MM40
  - コマンダン・リヴィエル級フリゲート - MM38
  - デスティエンヌ・ドルヴ級通報艦 - MM38→40
  - フロレアル級フリゲート - MM38
  - ラファイエット級フリゲート - MM40

- ドイツ海軍
  - ハンブルク級駆逐艦 - MM38
  - ブランデンブルク級フリゲート - MM38
  - ティーガー級ミサイル艇 - MM38
  - アルバトロス級ミサイル艇 - MM38
  - ゲパルト級ミサイル艇 - MM38
- ギリシャ海軍
  - ラ・コンバタントII/IIa型ミサイル艇 - MM38
- インドネシア海軍
  - フリゲート「デワントロ」 - MM38
  - ファタヒラー級フリゲート - MM38
  - ディポネゴロ級コルベット - MM40
  - ブン・トモ級コルベット（英語版） - MM40
- 大韓民国海軍
  - 浦項級コルベット - MM38

- クウェート海軍
  - リュールセンFPB-57型ミサイル艇 - MM40
  - アル・ブーム級ミサイル艇（チェコ語版）（リュールセンTNC-45型） - MM40
- マレーシア海軍
  - カスツーリ級フリゲート - MM40
  - レキウ級フリゲート - MM40
  - パルダマ級ミサイル艇 - MM38
- モロッコ海軍
  - スルターン・ムーラーイ・イスマーイール級コルベット - MM40
  - リュールセンFPB-57型ミサイル艇
- ナイジェリア海軍
  - アヤム級ミサイル艇 - MM38
- オマーン海軍
  - ドーファー級ミサイル艇 - MM40[11]
- ペルー海軍
- カタール海軍
  - アル・ズバラ級フリゲート - MM40ブロック3
  - ムシェリブ級哨戒艦（英語版） - MM40ブロック3[12]
  - バルザン級ミサイル艇 - MM40ブロック3[12]
  - ダムサー級ミサイル艇 - MM40[12]
- チュニジア海軍
- アラブ首長国連邦海軍
  - ムバラス級ミサイル艇（チェコ語版）（リュールセンFPB-44型） - MM40
  - バニヤス級ミサイル艇（リュールセンTNC-45型） - MM40
  - ガントゥート級ミサイル艇 - MM40ブロック3[13]
- サウジアラビア海軍
  - アル・リヤド級フリゲート - MM40
- イギリス海軍（搭載艦の退役に伴い、ハープーンに更新済み）
  - カウンティ級駆逐艦 - MM38
  - リアンダー級フリゲートバッチ2A, 2B - MM38
  - 21型フリゲート - MM38
  - 22型フリゲートバッチ1, 2 - MM38
- パキスタン海軍
- グルジア海軍
  - ラ・コンバタントII型ミサイル艇「ディオスクリア」

#### 地対艦型
- キプロス - 2023年時点で、キプロス国家守備隊がMM40を3システム保有している[14]。
- カタール - 2023年時点で、海軍の沿岸防衛隊がMM40の4連装発射機を3システム保有している[12]。
- サウジアラビア
- タイ

#### 潜水艦発射型
- フランス海軍
- パキスタン海軍

#### 空対艦型
- アルゼンチン海軍航空隊 - シュペルエタンダール, P-3B
- ブラジル海軍航空隊 - AS.332F シュペルピューマ
- チリ海軍航空隊 - AS.332SC シュペルピューマ
- フランス海軍航空隊 - シュペルエタンダール, ラファールM, アトランティック2
- ギリシャ空軍 -  2024年時点で、AM39を保有[15]。ミラージュ2000EGM/BGM、ラファールEG/DG。
- インド空軍 - 2024年時点で、AM39を保有[16]。
- インドネシア海軍航空隊 - NAS.332F シュペルピューマ
- イラク空軍 - ミラージュF1, シュペルエタンダール[注 2], MiG-23ML, ダッソーファルコン50「SUSANNA」[注 3], シュペルフルロン
  - 湾岸戦争中、イランに逃走したミラージュF1が イラン空軍によって運用されているが、搭載能力が維持されているかは不明である。
- ベネズエラ海軍 - ミラージュ50EV/DV
- パキスタン海軍航空隊 - アトランティック1, シーキングMk.45
- パキスタン空軍[17]
- ペルー海軍航空隊 - ASH-3D シーキング
- カタール空軍 - 2023年時点で、AM39を保有[12]。コマンドーMk.3（退役済）, ミラージュF1（退役済）
- サウジアラビア海軍航空隊 - AS.332F シュペルピューマ
- シンガポール空軍 - 2023年時点で、AM39を保有[18]。

### 運用史

#### フォークランド紛争
アルゼンチン海軍は、エグゾセをイタリアの実業家兼右翼政治家で、当時駐伊アルゼンチン大使館の「経済顧問」の肩書でアルゼンチン軍の武器調達を担当していたリーチオ・ジェッリを経由して入手、1982年のフォークランド紛争において使用、緒戦でイギリス軍に大きな損害を与え、世界的に有名になった。
アルゼンチン海軍は、同じくフランス製のシュペルエタンダール艦上攻撃機から発射した空中発射型エグゾセにより、イギリス海軍の駆逐艦「シェフィールド」（5月4日）や、コンテナ船「アトランティック・コンベアー」（5月25日）を撃沈し、他にも陸上発射型エグゾセにより駆逐艦「グラモーガン」（6月12日）に損害を与えた。アルゼンチン側は、5月30日に軽空母「インヴィンシブル」に命中させて損害を与えたと発表したが、イギリス側は否定している。
シェフィールドに命中したエグゾセは不発であったにもかかわらず、秒速315mの速度での突入と残燃料による火災は、同艦に重大な損害を与えた。突入時の衝撃により、艦上の発電システムが破壊され、防火システムの効果的な作動が妨げられ、これらが火災による沈没を引き起こした。シェフィールドの損失によってイギリスの自信は揺るがされ、エグゾセは一風変わった種類の尊敬を勝ち得ることになった。また、エグゾセの語がイギリスおいて「致命的な一撃」を意味するスラングにまでなった。
グラモーガンに命中したエグゾセもまた、不発であったが、この時も残燃料が大火災を発生させた。これは、グラモーガンの乗員の迅速な行動が艦を救ったというのが事実のようである。エグゾセ突入までの1分未満の短い間に、グラモーガンは飛来するエグゾセに対して最大限の転舵を行った。その結果、艦は大きく左舷に傾斜し、エグゾセの舷側への命中は避けられたものの左舷甲板コーミングに命中して上方に弾かれた。この命中痕は、グラモーガンの修復が1982年末に開始されるまではっきりと残っていた。
これらの戦果により、緒戦でイギリス海軍の空母機動部隊は、フォークランド諸島に近づくことが出来なかった。
紛争の後、イギリス政府とその情報機関が明らかにしたところによれば、当局はイギリス海軍艦艇の対艦ミサイル防御能力が不十分であると評価されていたことや、エグゾセの潜在的な能力が海戦をアルゼンチン軍側に決定的に有利にしてしまうことに重大な懸念を抱いていた。特に、イギリス海軍の2隻の空母（「インヴィンシブル」と「ハーミーズ」）の片方もしくは両方が、撃破されるか無力化される事が「悪夢のシナリオ」として懸念されていた。仮にそうなれば、フォークランド諸島の奪回はきわめて困難になると考えられていた。アルゼンチン軍もそれを意図して空母を狙ったものの、たまたま航空機を運送中であったアトランティック・コンベアーをハーミーズと誤認して撃沈し、空母撃沈は果たせなかった。
このような事態を防ぐべく、アルゼンチン軍がエグゾセを追加入手するのを妨げるためにイギリスの情報機関が世界的な規模での活動を行った。また、フランスもペルーへの輸出を拒否した。というのも、ペルーは自らが入手したミサイルをアルゼンチンに渡してしまうと言われていたからである。しかし、この時点ですでにECおよびNATO加盟国からアルゼンチンへの禁輸措置が取られていた。
なお、エグゾセは当時のイギリス海軍の艦（カウンティ級駆逐艦、リアンダー級フリゲートの一部、21型フリゲート、22型フリゲートバッチ1）も、艦対艦ミサイルとして採用していた。しかし、本土に近いアルゼンチン海軍の大型艦艇の活動が消極的であった事から活用機会が無かった。

#### イラン・イラク戦争

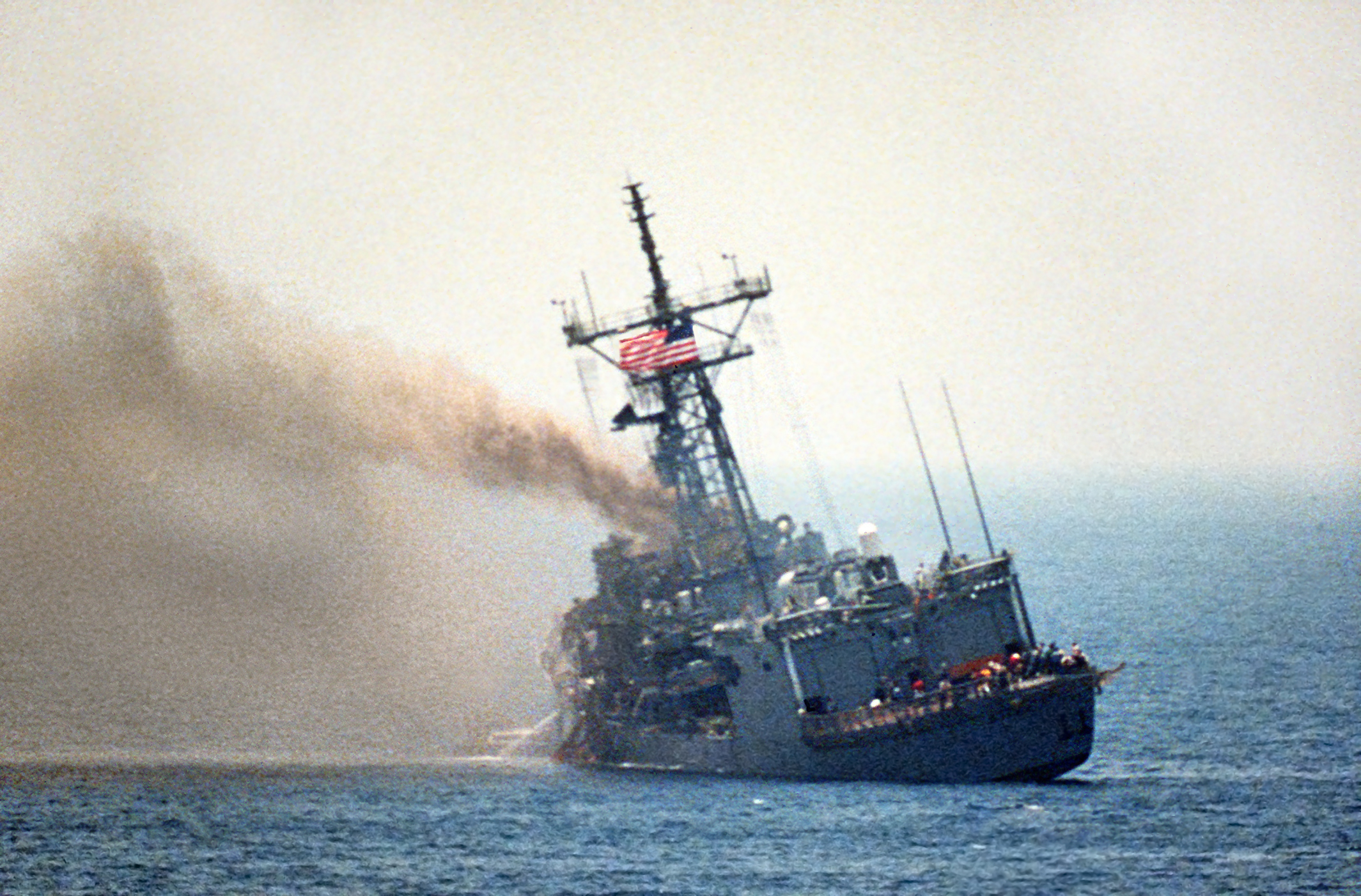
1987年5月17日、エグゾセが命中し消火作業による注水で大きく傾いたオリバー・ハザード・ペリー級ミサイルフリゲート、USS FFG-31「スターク」

イラン・イラク戦争において、イラク軍は200発とも推定されるエグゾセの空中発射型をミラージュF1により運用してイラン海軍の艦艇を攻撃したが、戦果はまちまちであった。投入されたエグゾセは、タンカーやその他の民間船にもしばしば命中したが、大部分が不発であった。撃沈した船には日本で建造されたノック・ネヴィスも含まれている（タンカー戦争を参照）。アメリカやイギリスの爆発物処分専門家のチームは、そうした船舶から弾頭を、ときには完全なエグゾセを回収した。
1987年5月17日、イラク空軍のミラージュF1は、アメリカ海軍のオリバー・ハザード・ペリー級ミサイルフリゲート「スターク」を、イランのタンカーと誤認し、2発のエグゾセを発射した。2発とも命中したが、弾頭が炸裂したのは1発のみであった。これにより、スタークは重大な損害を受け、37名が死亡、21名が負傷したが、乗員の懸命のダメージコントロールにより沈没を免れ、修復のために後送された（スターク被弾事件を参照）。
なお、イラクのMiG-23MLには、ミラージュF1EQ-5/6からパイロンを流用し、エグゾセを搭載できるよう改修された機体があった。この場合、質量の大きい空対艦ミサイルを機体中央線下に装着するため、本来の固定武装である連装機関砲は取り外されていた。